# 默基特希臘禮天主教扎赫勒總教區
默基特希臘禮天主教扎赫勒總教區（拉丁語：Archidioecesis Mariamnensis Graecorum Melkitarum）是黎巴嫩一個東儀天主教總教區（默基特希臘禮）。1724年教區恢復與羅馬共融，1774年教座遷至扎赫勒。1964年11月18日升為總教區。
總教區位於貝卡省南部。2012年有三十一名司鐸、卅九個堂區、150,000名教友。現任教區總主教為伊薩爾·若望‧達維希。